# Eragrostis leptocarpa
Eragrostis leptocarpa är en gräsart som beskrevs av George Bentham. Eragrostis leptocarpa ingår i släktet kärleksgrässläktet, och familjen gräs. Inga underarter finns listade i Catalogue of Life.